# 木毛

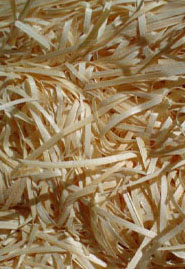
木毛

木毛（もくもう、もくめん）は丸太を裁断して作られる糸状の製品。ウッドウールとも。
主として包装に用いられ、家庭用の蒸気冷却装置のパッド、砂防マット、あるいは木毛セメント板などの他の製品の材料としての用途もある。
剥製用の補強材として使われる場合もある。

## 語用
米国では、1948年及び1961年の米国林野局の声明によって、他の文化圏でのウッドウール（wood wool）に相当する一般的な語としてエクセルシオール (excelsior)が用いられ、wood woolはその中の極薄・極細の限られたグレードを指す。
「ウッドウール(エクセルシオール)」は米国標準産業分類のSICでは2429番に当たる。
世界税関機構の統計品目番号では4405.00がウッドウールに該当する。

## 用法
木毛には多くの用途がある。
- 家具の修復用途[1]
- 緩衝の役割を示す梱包材
- ぬいぐるみや剥製の伝統的な詰め物[6]。
- 家庭用の蒸気冷却装置のパッド[7]
- 動物用のケージの敷材。
- 緑に染め、イースターエッグのバスケット用の模造芝として[8]。
- 砂防のためのマット[9]。
- 木毛セメント板の製造に用いる原料[10][11]。
- 束ねることで、アーチェリーのバックストップとして[12]。
- 水耕栽培において、成長促進剤として働く有機物マルチ[13]。

## 特性
体積に対する表面積が大きいため、保水や保湿の用途に適する。
英国では寸法、pH、含水率、塵などに関する規定があり、英国規格BS2548で策定されている。1954年に発行されたのち、1986年に再策定された。
木毛繊維をセメントで成形すると、木毛セメント板となる。複合された木毛セメント板は、有機質粘結剤を含まないため環境に配慮した建材・断熱材であるとされる。

## 製造
木毛は、ポプラ（ヤマナラシなど）、マツ、トウヒ、ユーカリなどの丸太から作られる。蒸気冷却パッドとしてはヤマナラシが主に用いられる。
製造する際のオプションとして、塵を取り除くための洗浄がある。また、英国のように規格を満たすための乾燥の工程を伴う地域がある。
染色することで様々な色の製品を作ることができる。

## 歴史
米国では伝統的にエクセルシオールとして知られる。「エクセルシオール」たる木の細片を製造するための裁断機に関連した15の特許が1876年にリスト化されている。
最初期にあたる1842年には、”ベッドに詰める、カールした糸の代用品にするための木製品”の特許が取得されたが、この製品に特定の名前はなかった。
1868年の特許「空気とガスのキャブレターを充填するための改良された糸状の素材」は、エクセルシオールという単語が登場する初期の例としてオックスフォード英語辞典に引用されたが、「エクセルシオール・マットレス」という語はより以前の1856年には印刷されていた。
今日の北米での一般的な用途のひとつである蒸気冷却のパッドとしての用法は、1906年の特許に初めて現れた。
20世紀の初め、木毛は木毛板を製造するための素材としてヨーロッパ、特にオーストリアで用いられた。1930年代から木毛セメント板が大規模に製造されるようになった。
21世紀においては、木毛を砂防や堆積物制御（英語: Sediment control）に用いる多数の特許が出願されている。